# Isu Chemical
Isu Chemical Co., Ltd.  (kor. 이수화학) ist ein koreanisches Chemieunternehmen der Petrochemie. Das 1969 gegründete Unternehmen ist ein Mitglied der Isu-Gruppe mit Hauptsitz in Seoul und Fabriken in Ulsan und Onsan. Es ist der einzige integrierte Hersteller in Korea von linearen Alkylbenzolen, einem Rohstoff für Waschmittel. Gemeinsam mit der indonesischen  Salim Group hält es jeweils 50 % am Joint-Venture Great Orient Chemical Pte., Ltd. in Singapur, dass seit 2008 über eine Fabrik für Alkylbenzol in China,  Great Orient Chemical (Taicang) Co., Ltd, verfügt.
Isu Chemical hat Verbindungsbüros in China, Mexiko und Vietnam sowie Auslandsniederlassungen in Deutschland (Eschborn).
Isu Chemical arbeitet seit 2022 mit dem koreanischen Unternehmen ECOPRO BM bei der Entwicklung von Festkörperakkumulatoren auf Sulfidbasis zusammen.